# Ešte sa nepoznáme
Ešte sa nepoznáme è l'album di debutto della cantante slovacca Katarína Koščová, pubblicato il 25 luglio 2005 su etichetta discografica BMG Czech Republic. Il successo del disco ha fruttato alla cantante un premio Slávik per il migliore artista esordiente dell'anno.

## Tracce
1. Ešte sa nepoznáme – 4:05 (Andy Ďurica, Peter Bič)
2. Katka – 3:38 (Richard Müller, Marián Kachút, Peter Graus)
3. Pehatá – 3:40 (Andy Ďurica, Peter Bič)
4. Kúsok po kúsku – 4:08 (Andy Ďurica, Peter Bič)
5. Kým ma takú chceš – 3:58 (Andy Ďurica, Peter Bič)
6. Koľko ešte krát – 3:08 (Andy Ďurica, Peter Bič)
7. Už nemám slov – 4:23 (Andy Ďurica, Peter Bič)
8. Čudné ráno – 3:37 (Michal Baláž, Marián Kachút)
9. Vanilkový deň – 4:54 (Štefan Baláž, Bruce R. E. Smith, Paul Mayer)
10. Keď dostanem chuť – 4:07 (Rudo Rusiňák, Peter Lipa)
11. Svitá (contiene la traccia fantasma Úder pod pás, scritta da Rudo Rusiňák e Peter Lipa) – 9:55 (Zoro Laurinc, Bruce R. E. Smith, Mark Jensen)